# Правова система Угорщини
Правова система Угорщини — належить до романо-германської правової сім'ї, схиляється у ній до германської групи.

## Історія
На певному етапі свого існування Угорщина перебувала під владою Австрії, проте її правова система завжди розвивалась автономно. Римське та австрійське та германське (німецьке) право запозичувалось, здебільшого, на доктринальному рівні та через судову практику.
В 1498 р. представником нижчого дворянства Іштваном Вербечі був складений звід середньовічного звичаєвого права під назвою «Обробка правових звичаїв славного Угорського королівства і приєднаних земель в трьох частинах» («Трипартитум»), в якому було викладено публічне, приватне, процесуальне та кримінальне право. Трипартитум був затверджений Королем в 1514 році[уточнити].
Хоча Трипартитум формально і не мав сили закону, він мав авторитет такого, і до 1848 року був основним джерелом права і зберігся таким до кінця 19 століття.
Досить довгий час в силі також залишалось і феодальне право, воно також було не кодифікованим, що не було характерним для австрійської частини імперії.
Характерною особливістю Угорщини було і те, що окремі юристи з кінця 16 століття почали складати приватні збірки королівських законів під назвою «Collectio decretorum», до яких пізніше почали вносити і Трипатитум. Вперше така збірка була видана в 1696 році під назвою «Planum Tabulare», тобто збірник постанов вищих судів.
Після досягнення Угорщиною в 1861 році певної самостійності та скасування Загального цивільного уложення Австрії 1811р, судова система почала спиратись на староугорське звичаєве право, принципи австрійського права і у все більшій мірі — на німецьке право.
Кримінальне та кримінально-процесуальне право Угорщини було кодифіковано лише у 1878 році, а цивільне — аж у 1959.
1948 рік став важливим не лише через прихід до влади комуністів, а й завдяки повній перебудові правової системи. У 1949-61 рр. було заново створено законодавство в основних галузях права. У 1949 в Угорщині було створено першу Конституцію, а в 1959 — перший цивільний кодекс.
Після повстання 1956 року угорська компартія пішла на певну лібералізацію політичного та економічного життя, що дозволило в 1989—1990 роках здійснювати плавну зміну суспільного устрою.
В 1990-х роках Угорщина повернулась до романо-германської сім'ї, хоч в силі і залишалось багато «соціалістичних» кодексів, очищених від «комуністичних» норм.
Сьогодні основним джерелом права Угорщини є закони, головним серед яких є Конституція. Нова Конституція Угорщини була прийнята Парламентом 18 квітня 2011 року та підписана Президентом 25 квітня 2011 року, а набрала чинності 1 січня 2012 року.
Характерною особливістю правової системи Угорщини є те, що Конституційний суд може не лише анульовувати законодавчі норми, а й сам формує найважливіші правові принципи